# Apocephalus mortifer
Apocephalus mortifer är en tvåvingeart som beskrevs av Borgmeier 1937. Apocephalus mortifer ingår i släktet Apocephalus och familjen puckelflugor. Inga underarter finns listade i Catalogue of Life.